# KV13

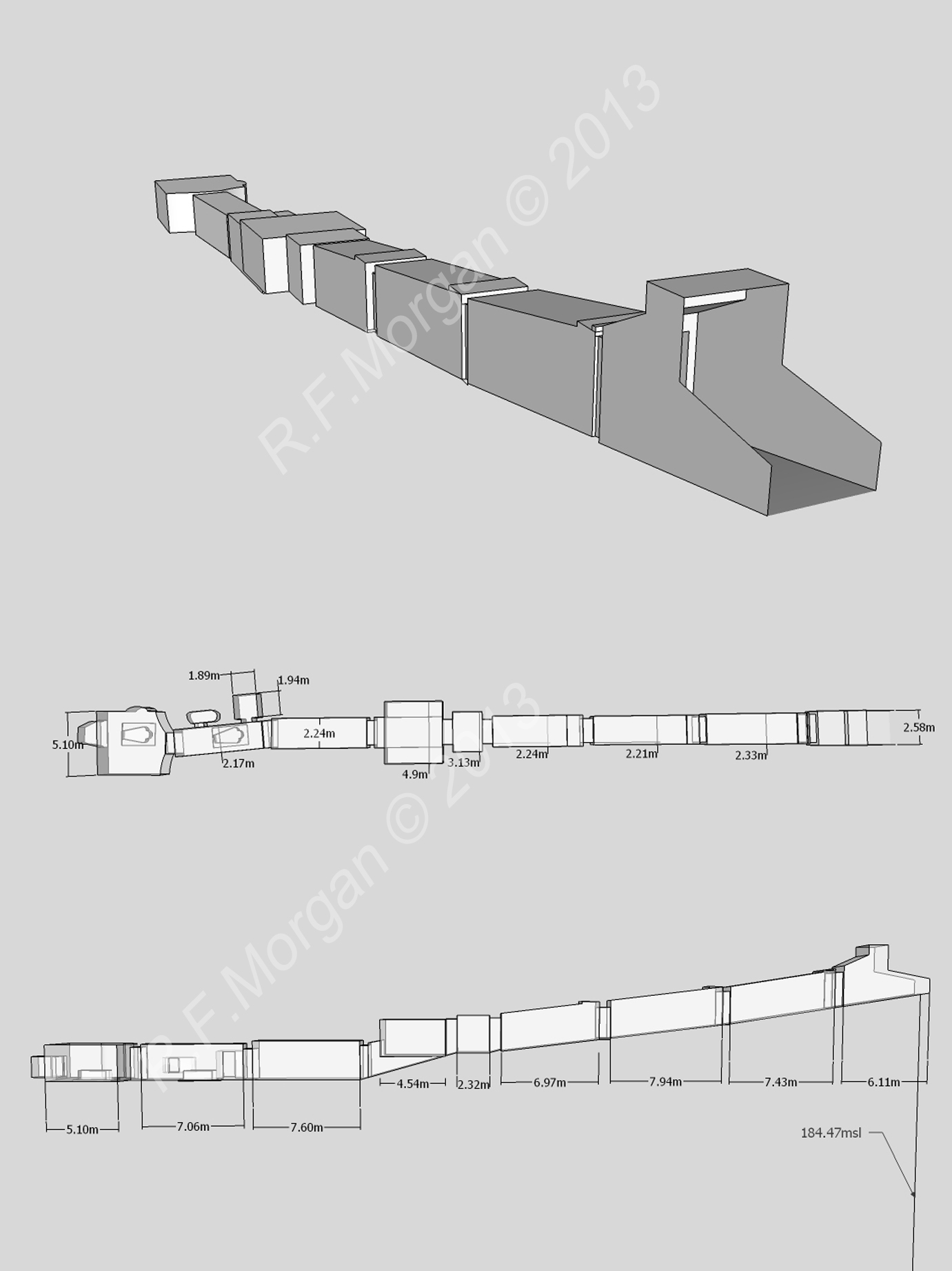
Hình ảnh của KV13 lấy từ một mô hình 3d

Ngôi mộ KV13 nằm trong Thung lũng của các vị Vua ở Ai Cập, đã được chôn cất và trang trí cho quý tộc Yarsu của Vương triều 19. Yarsu không bao giờ được chôn trong mộ của ông. Hơn nữa, không có một vật tang lễ nào đã được tìm thấy trong ngôi mộ của Yarsu. Sau đó nó được tái sử dụng bởi Amenherkhepshef và Mentuherkhepsef của Vương triều 20.

## Bản đồ vị trí các ngôi mộ
|  | Chủ đề Ai Cập cổ đại |